# 前1090年代
| 千纪： | 前2千纪 |
| 世纪： | 前12世纪 \| 前11世纪 \| 前10世纪                                                                                     |
| 年代： | 前1120年代 \| 前1110年代 \| 前1100年代 \| 前1090年代 \| 前1080年代 \| 前1070年代 \| 前1060年代                       |
| 年份： | 前1099年 \| 前1098年 \| 前1097年 \| 前1096年 \| 前1095年 \| 前1094年 \| 前1093年 \| 前1092年 \| 前1091年 \| 前1090年 |

## 重要事件及趋势
- 前1096年，周太王之子泰伯於今江南地區建立吳國。
- 公元前1090年，當時是拉美西斯十一世统治时期，是一个灾难性的年份。尼罗河河水流量大幅下降。这导致了埃及出現严重饑荒，人們對宗教失去信心，不仅古埃及国家崩溃，而且经济也崩溃，导致了十年的混乱期。这也招致盗墓贼的出现，帝王谷不再作為王室的埋葬地点。[1]

## 重要人物
- 周文王，姬姓，名昌，季历之子，商末周部落首领。